# GE U10B

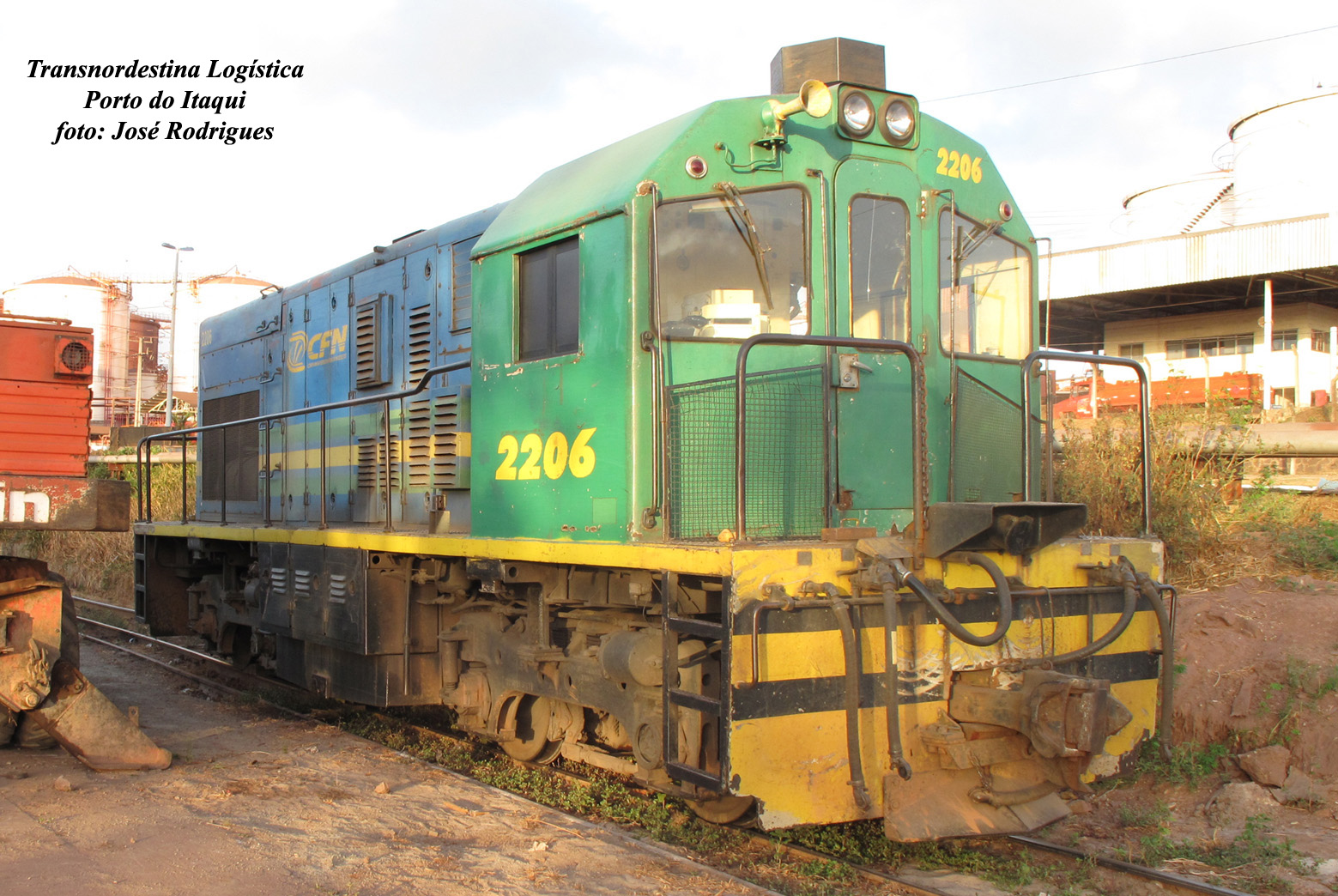
GE U10B nº2206 da FTL em operação no Porto de Itaqui

A GE U10B é uma locomotiva diesel-elétrica produzida pela GE Transportation entre 1956 e 1961, sendo utilizada em países de todos os continentes.
Tendo sido produzida no EUA, Brasil, Espanha, Japão e África do Sul, um total de 447 unidades.
Foi projetada para operar em ferrovias com restrições de gabarito e peso, para manobra, e operações em linhas industriais sendo típica de países em desenvolvimento. São capazes de operar em qualquer bitola, de 0,914 a 1,668m.

## Tabela

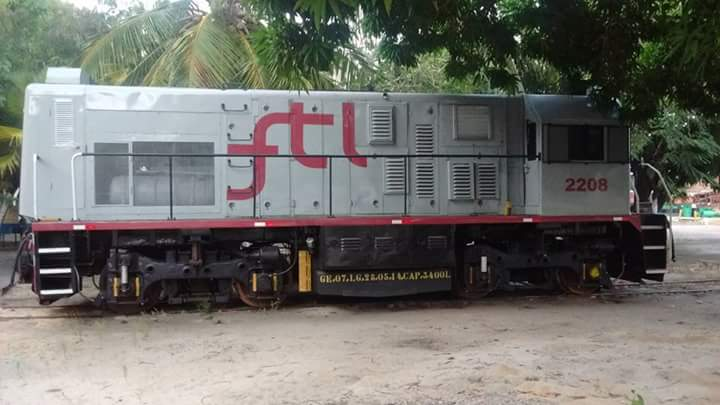
Locomotiva GE U10B 2208 da FTL equipada com banheiro

| Modelo | Potência (HP) | Bitola (m)    | Fabricante       | Origem                                      | Ano de Fabricação |
| ------ | ------------- | ------------- | ---------------- | ------------------------------------------- | ----------------- |
| U10B   | 1050          | 0,914 a 1,668 | General Electric | EUA, Brasil, Espanha, Japão e África do Sul | 1964 a 1992       |

## Ferrovias Brasileiras
No Brasil hoje são utilizadas principalmente pela FTL, nas linhas principais em composição de até 4 locomotivas, tendo esta reformado algumas e adicionado banheiros e na FCA para a realização de manobras; O Metrofor, repartição pública responsável pelo Metrô de Fortaleza, utilizava essas locomotivas no trecho Fortaleza/Caucaia no subúrbio adotado pela CBTU. Quando os novos VLTs foram entregues a repartição, elas foram aposentadas.